# هواپیمایی قبرس

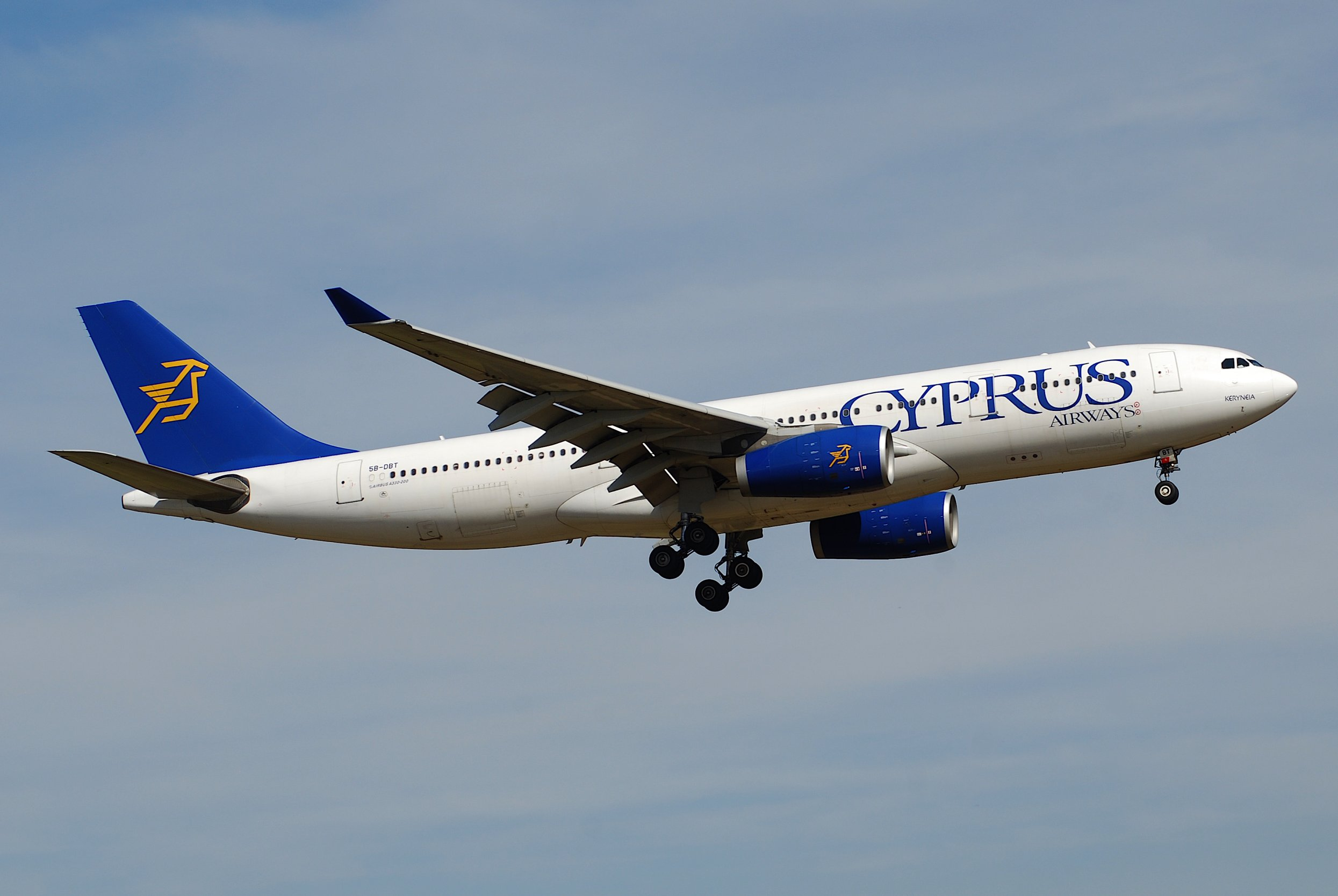
هواپیمای ایرباس ای۳۳۰ متعلق به هواپیمایی قبرس

هواپیمایی قبرس (به یونانی: Κυπριακές Αερογραμμές) که قبلاً شرکت هواپیمایی حامل پرچم قبرس بود، در سال ۱۹۴۷ توسط دولت قبرس تأسیس شد و تا قبل از تعطیلی در نهم ژانویه ۲۰۱۵ روزانه به ۱۴ مقصد، در اروپا و خاورمیانه پروازهای مستقیم داشت.
دفتر مرکزی شرکت هواپیمایی قبرس در شهر نیکوزیا، قبرس قرار داشت و فرودگاه بین‌المللی لارناکا، قطب این شرکت هواپیمایی به‌شمار می‌رفت. شرکت هواپیمایی قبرس پیش از تعطیلی در ناوگان هوایی خود، ۶ فروند هواپیمای جت مسافربری داشت. پس از اینکه کمیسیون اتحادیه اروپا تشخیص داد که کمک مالی دولت قبرس به این شرکت باعث رقابت ناسالم در بازار آزاد اتحادیه اروپا شده‌است و باید کمک مالی دریافتی بازگردانده شود، این شرکت به‌طور داوطلبانه اعلان ورشکستگی کرد و آخرین پرواز خود را از آتن به لارناکا در شب نهم ژانویه ۲۰۱۵ انجام داد. 